# Heillecourt
Heillecourt ist eine französische Gemeinde mit 5396 Einwohnern (Stand: 1. Januar 2022) im Département Meurthe-et-Moselle in der Region Grand Est (bis 2015 Lothringen). Sie gehört zum Arrondissement Nancy und zum Kanton Jarville-la-Malgrange. Die Einwohner werden Heillecourtois genannt.

## Geografie
Heillecourt liegt etwa vier Kilometer südlich von Nancy. Umgeben wird Heillecourt von den Nachbargemeinden Jarville-la-Malgrange im Norden, Laneuveville-devant-Nancy im Osten, Fléville-devant-Nancy im Süden, Houdemont im Westen und Vandœuvre-lès-Nancy im Nordwesten.
Am westlichen Rand der Gemeinde führt die Autoroute A330 entlang. Der Grand Parc de l’Embanie nimmt mit 35 Hektar etwa ein Zehntel der Gemeindefläche ein.

## Geschichte
Als Hof des Haldulfs – Haldulfocurtis wurde der Ort erstmals Ende des 8. Jahrhunderts zu Anfang der Herrschaft Karls des Großen erwähnt.

### Bevölkerungsentwicklung
| Jahr      | 1962 | 1968 | 1975 | 1982 | 1990 | 1999 | 2006 | 2019 |
| Einwohner | 722  | 1000 | 2075 | 5028 | 6393 | 6185 | 5995 | 5403 |

## Wirtschaft
In Heillecourt befindet sich der Firmensitz des französischen Spieleverlagsunternehmens Iello.

## Partnerschaft
Seit 1992 besteht eine Partnerschaft mit der deutschen Gemeinde Neuhofen, Rheinland-Pfalz.

## Sehenswürdigkeiten
- Château d’Heillecourt aus dem 16. Jahrhundert, während des 18. Jahrhunderts zerstört und wiederaufgebaut
- Kirche Saints Anges Gardiens aus dem 19. Jahrhundert

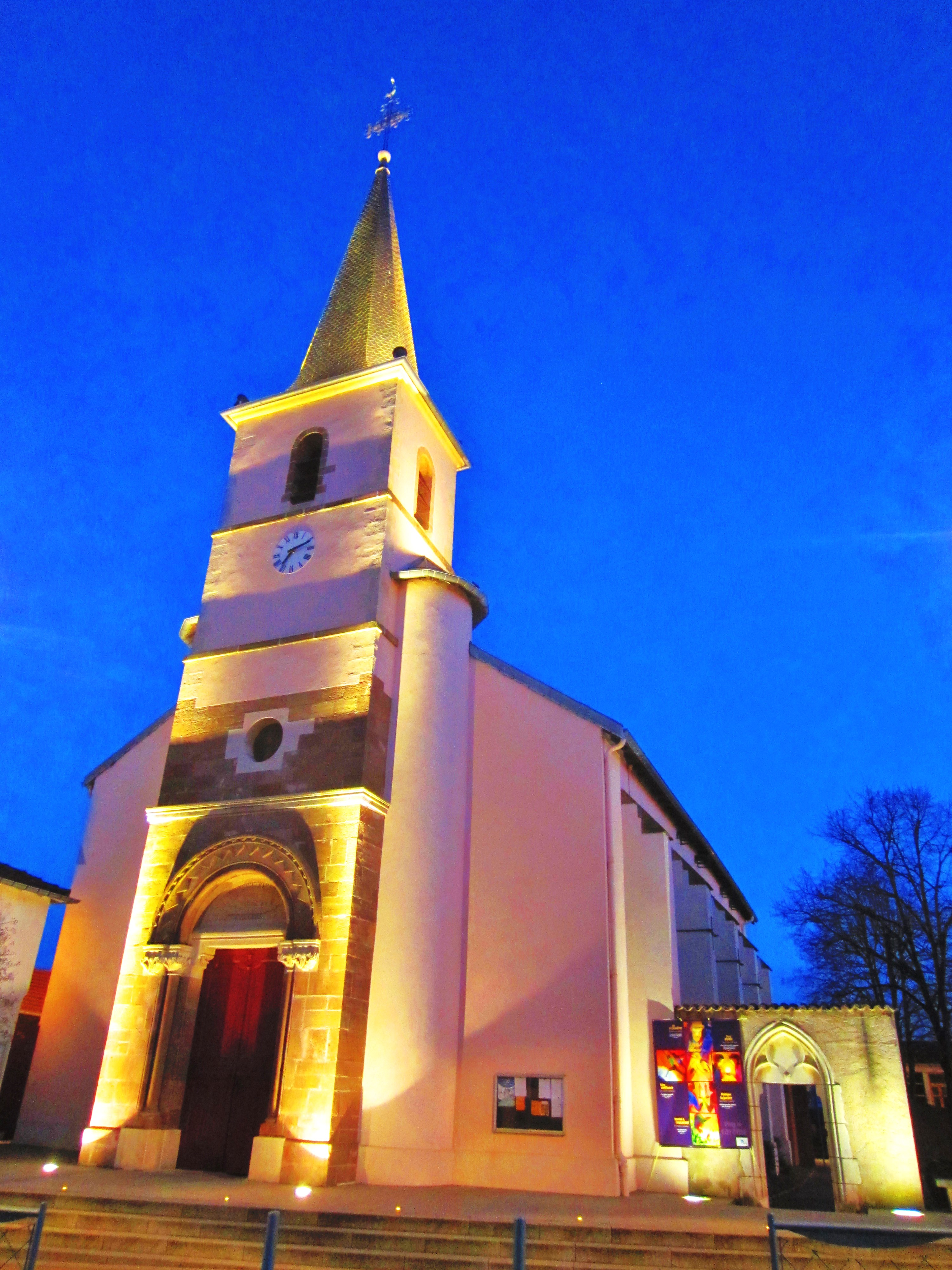
Kirche Saints-Anges-Gardiens

## Persönlichkeiten
- Nicolas Luton Durival (1713–1795), Enzyklopädist
- Jean-Baptiste Luton Durival (1725–1810), Historiker

## Belege
1. ↑  Profileintrag Iello in der Online-Datenbank BoardGameGeek, abgerufen am 9. Oktober 2017